# 王文爟
王文爟（？—1600年），字形中，號及岩，直隸寧國府涇縣（今安徽省涇縣）人，明朝政治人物。

## 生平
萬曆十六年戊子科應天府鄉試舉人，二十年（1592年），登壬辰科三甲六十七名進士，工部觀政，六月授江西新淦縣知縣，二十六年升刑部主事，二十八年卒。善於詩文。

## 家族
曾祖王鉞，散官。祖父王汝猷，封儒林郎。父王廷幹，進士，九江知府，亞中大夫。